# Katie Boulter
Katie Boulter, née le 1er août 1996 à Leicester, en Angleterre, est une joueuse de tennis britannique, professionnelle depuis 2014.
Elle a remporté quatre titres en simple sur le circuit WTA. Le 4 novembre 2024, elle atteint son meilleur classement en simple avec la 23e place mondiale. Le 31 décembre 2018, elle a culminé à la 431e place du classement WTA en double.
Elle est basée au Centre national de tennis de la Lawn Tennis Association à Roehampton et entraînée par Jeremy Bates, Biljana Vesilinovic, Nigel Sears et Mark Taylor.

## Biographie

### Jeunesse
La mère de Katie Boulter a joué au tennis à un niveau régional et a représenté la Grande-Bretagne à quelques reprises. Boulter elle-même a commencé à jouer au tennis à l'âge de 5 ans et a représenté la Grande-Bretagne trois ans plus tard, à l'âge de 8 ans. Lorsqu'elle était plus jeune, battre son frère aîné était un facteur de motivation : "Nous avions l'habitude de nous entraîner ensemble sur ce court local en bas de chez nous. C'était la seule chose dans laquelle je pouvais éventuellement le battre, donc c'était génial". Boulter a notamment été classée 10e joueuse junior au monde en mars 2014. 
Boulter jouait du piano avant que sa carrière de tennis ne commence à prendre le dessus. Elle s'intéresse également à la mode et a fait une apparition dans le magazine Vogue en 2018. Elle supporte le club de football de Leicester City. Boulter est actuellement en couple avec le joueur de tennis australien Alex de Minaur.

### Carrière professionnelle
Le 18 juin 2023, Katie Boulter remporte son premier tournoi sur le circuit professionnel lors du tournoi WTA 250 de Nottingham, battant en finale sa compatriote Jodie Burrage en deux sets (6–3, 6–3).
Elle remporte en mars 2024 son 2e titre WTA à San Diego en battant en finale l'Ukrainienne Marta Kostyuk en trois sets (5-7, 6-2, 6-2). Elle avait auparavant éliminé l'Ukrainienne Lesia Tsurenko (6-3, 6-1), la Brésilienne tête de série numéro deux Beatriz Haddad Maia (3-6, 6-3, 6-4), la Croate Donna Vekić (6-4, 6-3) et l'Américaine Emma Navarro (6-3, 6-1), tête de série numéro trois, devenant la première Britannique depuis 1985 à remporter le tournoi. Elle confirme sa progression en gagnant un troisième titre en carrière, son deuxième à Nottingham après avoir renversé difficilement ses compatriotes Harriet Dart (6-7, 6-4, 7-5) et Emma Raducanu (6-7, 6-3, 6-4), ancienne finaliste de l'US Open et sorti la Canadienne Rebecca Marino (6-4, 6-3), la Polonaise Magdalena Fręch (6-2, 6-4). Elle renverse un troisième match lors de sa semaine contre l'ancienne numéro une Karolína Plíšková (4-6, 6-3, 6-2) pour devenir la joueuse la plus titrée du tournoi en compagnie de l'ancienne numéro une Ashleigh Barty, de sa compatriote Elena Baltacha et de l'ancienne légende Billie Jean King et la seule en compagnie de cette dernière à garder son titre sur deux éditions consécutives.
Elle sort une nouvelle belle performance fin octobre à Tokyo, pour le dernier WTA 500 de l'année, où elle remporte facilement ses rencontres contre la qualifiée Priscilla Hon (6-1, 6-4), la repêchée Kyoka Okamura (6-1, 6-2) et l'ancienne vainqueur de l'US Open Bianca Andreescu (6-2, 6-1). Elle affronte une deuxième ancienne vainqueur de Grand Chelem, Sofia Kenin en demi-finale, la surprise du tournoi mais s'arrête à ce stade (4-6, 4-6), laissant son adversaire disputer sa première finale de la saison. Elle enchaîne en fin d'année à Hong Kong fin octobre et sort la Japonaise Aoi Ito (6-4, 6-4) et les Chinoises Wang Xiyu (7-6, 6-4) et Yuan Yue (6-2, 5-7, 6-2) ainsi que la Russe Anastasia Zakharova (6-4, 6-0) pour jouer sa troisième finale de la saison. Pour la première fois en carrière, elle perd à ce stade, torpillée par la Russe Diana Shnaider, vainqueur de son quatrième titre cette année-là (1-6, 2-6).

## Palmarès

### Titres en simple dames
| No | Date       | Nom et lieu du tournoi               | Catégorie | Dotation  | Surface      | Finaliste         | Score         |          |
| -- | ---------- | ------------------------------------ | --------- | --------- | ------------ | ----------------- | ------------- | -------- |
| 1  | 12-06-2023 | Rothesay Open Nottingham, Nottingham | WTA 250   | 259 303 $ | Gazon (ext.) | Jodie Burrage     | 6-3, 6-3      | Parcours |
| 2  | 26-02-2024 | Cymbiotika San Diego Open, San Diego | WTA 500   | 922 573 $ | Dur (ext.)   | Marta Kostyuk     | 5-7, 6-2, 6-2 | Parcours |
| 3  | 10-06-2024 | Rothesay Open Nottingham, Nottingham | WTA 250   | 267 082 $ | Gazon (ext.) | Karolína Plíšková | 4-6, 6-3, 6-2 | Parcours |

### Finale en simple dames
| No | Date       | Nom et lieu du tournoi           | Catégorie | Dotation  | Surface    | Vainqueure     | Score    |          |
| -- | ---------- | -------------------------------- | --------- | --------- | ---------- | -------------- | -------- | -------- |
| 1  | 28-10-2024 | Hong Kong tennis Open, Hong Kong | WTA 250   | 267 082 $ | Dur (ext.) | Diana Shnaider | 6-1, 6-2 | Parcours |

### Titre en simple en WTA 125
| No | Date       | Nom et lieu du tournoi       | Catégorie | Dotation  | Surface      | Finaliste    | Score         |          |
| -- | ---------- | ---------------------------- | --------- | --------- | ------------ | ------------ | ------------- | -------- |
| 1  | 12-05-2025 | Open de Paris Clarins, Paris | WTA 125   | 115 000 $ | Terre (ext.) | Chloé Paquet | 3-6, 6-2, 6-3 | Parcours |

## Parcours en Grand Chelem

### En simple dames
| Année | Open d'Australie | Open d'Australie     | Internationaux de France | Internationaux de France | Wimbledon       | Wimbledon        | US Open         | US Open            |
| ----- | ---------------- | -------------------- | ------------------------ | ------------------------ | --------------- | ---------------- | --------------- | ------------------ |
| 2014  | —                | —                    | —                        | —                        | Q1              | Alberta Brianti  | —               | —                  |
|       |                  |                      |                          |                          |                 |                  |                 |                    |
| 2016  | —                | —                    | —                        | —                        | Q2              | Rebecca Peterson | —               | —                  |
| 2017  | —                | —                    | —                        | —                        | 1er tour (1/64) | Christina McHale | Q3              | İpek Soylu         |
| 2018  | Q1               | Kayla Day            | Q1                       | Mariana Duque Mariño     | 2e tour (1/32)  | Naomi Osaka      | Q1              | Naomi Broady       |
| 2019  | 2e tour (1/32)   | Aryna Sabalenka      | —                        | —                        | —               | —                | —               | —                  |
| 2020  | 1er tour (1/64)  | Elina Svitolina      | —                        | —                        | Annulé          | Annulé           | —               | —                  |
| 2021  | 1er tour (1/64)  | Daria Kasatkina      | —                        | —                        | 2e tour (1/32)  | Aryna Sabalenka  | 1er tour (1/64) | Liudmila Samsonova |
| 2022  | 1er tour (1/64)  | Emina Bektas         | —                        | —                        | 3e tour (1/16)  | Harmony Tan      | Q2              | Ashlyn Krueger     |
| 2023  | Q2               | Polina Kudermetova   | Q2                       | Ashlyn Krueger           | 3e tour (1/16)  | Elena Rybakina   | 3e tour (1/16)  | Peyton Stearns     |
| 2024  | 2e tour (1/32)   | Zheng Qinwen         | 1er tour (1/64)          | Paula Badosa             | 2e tour (1/32)  | Harriet Dart     | 2e tour (1/32)  | J. Bouzas Maneiro  |
| 2025  | 2e tour (1/32)   | Veronika Kudermetova | 2e tour (1/32)           | Madison Keys             | 2e tour (1/32)  | Solana Sierra    |                 |                    |

N.B. : à droite du résultat se trouve le nom de l'ultime adversaire.

### En double dames
| Année | Open d'Australie                                                                      | Open d'Australie                                                                     | Internationaux de France | Internationaux de France | Wimbledon                                                                           | Wimbledon | US Open                                                                        | US Open |
| ----- | ------------------------------------------------------------------------------------- | ------------------------------------------------------------------------------------ | ------------------------ | ------------------------ | ----------------------------------------------------------------------------------- | --------- | ------------------------------------------------------------------------------ | ------- |
| 2017  | —                                                                                     | —                                                                                    | —                        | —                        | 1er tour (1/32) K. Swan \|\| style="text-align:left;" \| T. Babos A. Hlaváčková     | —         | —                                                                              |         |
| 2018  | —                                                                                     | —                                                                                    | —                        | —                        | 1er tour (1/32) K. Swan \|\| style="text-align:left;" \| L. Hradecká Hsieh S.-w.    | —         | —                                                                              |         |
|       |                                                                                       |                                                                                      |                          |                          |                                                                                     |           |                                                                                |         |
| 2023  | —                                                                                     | —                                                                                    | —                        | —                        | —                                                                                   | —         | 1er tour (1/32) Y. Putintseva \|\| style="text-align:left;" \| Wu F.-h. Zhu L. |         |
| 2024  | 1er tour (1/32) P. Martić \|\| style="text-align:left;" \| B. Krejčíková L. Siegemund | 1er tour (1/32) H. Watson \|\| style="text-align:left;" \| Chan H.-c. V. Kudermetova | —                        | —                        | 2e tour (1/16) A. Kalinskaya \|\| style="text-align:left;" \| D. Schuurs L. Stefani |           |                                                                                |         |

N.B. : le nom de la partenaire se trouve sous le résultat ; les noms des ultimes adversaires se trouvent à droite.

### En double mixte
| Année | Open d'Australie | Open d'Australie | Internationaux de France | Internationaux de France | Wimbledon                                                                                | Wimbledon | US Open | US Open |
| ----- | ---------------- | ---------------- | ------------------------ | ------------------------ | ---------------------------------------------------------------------------------------- | --------- | ------- | ------- |
| 2018  | —                | —                | —                        | —                        | 1er tour (1/32) L. Bambridge \|\| style="text-align:left;" \| A. Rodionova A. Vasilevski | —         | —       |         |
|       |                  |                  |                          |                          |                                                                                          |           |         |         |
| 2023  | —                | —                | —                        | —                        | 2e tour (1/8) A. de Minaur \|\| style="text-align:left;" \| Xu Y. J. Vliegen             | —         | —       |         |

N.B. : le nom du partenaire se trouve sous le résultat ; les noms des ultimes adversaires se trouvent à droite.

## Parcours en «Premier» et WTA 1000
Les tournois WTA « Premier Mandatory » et « Premier 5 » (entre 2009 et 2020) et WTA 1000 (à partir de 2021) constituent les catégories d'épreuves les plus prestigieuses, après les quatre levées du Grand Chelem. 

De 2009 à 2023, les tournois Premier Mandatory (dits tournois WTA 1000 obligatoires entre 2021 et 2023) regroupent Indian Wells, Miami, Madrid et Pékin, les autres constituant les tournois Premier 5 (tournois WTA 1000 non-obligatoires). À partir de 2024, le nombre de tournois WTA 1000 passe à 10 par saison (fin de l’alternance Doha / Dubaï), ces derniers devenant tous obligatoires et offrant tous 1000 points à la vainqueure (contre 900 points précédemment pour les tournois Premier 5).

### En simple dames
| Année |       |              |         |                            |                             |                              |                                   |                             |                              |                             |  |                             |
| Doha  | Dubaï | Indian Wells | Miami   | Madrid                     | Rome                        | Canada                       | Cincinnati                        | Pékin                       |                              | Wuhan                       |  |                             |
| Doha  | Dubaï | Indian Wells | Miami   | Madrid                     | Rome                        | Canada                       | Cincinnati                        | Pékin                       | Guadalajara                  |                             |  |                             |
| Doha  | Dubaï | Indian Wells | Miami   | Madrid                     | Rome                        | Canada                       | Cincinnati                        | Pékin                       |                              |                             |  |                             |
| 2018  |       |              | WTA 500 |                            | 1er tour (1/64) Hsieh S.-w. |                              |                                   | 1er tour (1/32) L. Tsurenko |                              | 1er tour (1/32) K. Flipkens |  |                             |
|       |       |              |         |                            |                             |                              |                                   |                             |                              |                             |  |                             |
| 2021  |       | WTA 500      |         |                            | 2e tour (1/32) E. Mertens   |                              |                                   |                             |                              | Annulé                      |  | Annulé                      |
| 2022  |       |              | WTA 500 | 1er tour (1/64) J. Paolini |                             |                              |                                   |                             |                              | Hors calendrier             |  |                             |
| 2023  |       | WTA 500      |         |                            |                             |                              |                                   | 2e tour (1/16) C. Gauff     |                              | 2e tour (1/16) A. Sabalenka |  |                             |
| 2024  |       |              |         | 1er tour (1/64) C. Giorgi  | 4e tour (1/8) V. Azarenka   | 2e tour (1/32) R. Montgomery | 2e tour (1/32) R. Šramková        | 3e tour (1/8) A. Sabalenka  | 1er tour (1/32) M. Linette   | 3e tour (1/16) C. Gauff     |  | 1er tour (1/32) L. Tsurenko |
| 2025  |       |              |         | 3e tour (1/16) E. Rybakina | 1er tour (1/64) P. Stearns  | 2e tour (1/32) J. Paolini    | 1er tour (1/64) A. Pavlyuchenkova | 1er tour (1/64) R. Zarazúa  | 1er tour (1/64) O. Danilović |                             |  |                             |

Sous le résultat, l’ultime adversaire.
1. 1 2   Les tournois de Doha et Dubaï alternent le statut de tournoi WTA 1000 (ex Premier 5) entre 2009 et 2023 : les trois premières éditions ont lieu à Dubaï, les trois suivantes à Doha, puis Dubaï accueille le tournoi de cette catégorie les années impaires et Dubaï les années paires. De 2011 à 2023, la ville qui n’accueille pas de WTA 1000 organise à la place un tournoi WTA 500 (ex Premier).
2. 1 2 3 4 5 6 7   L’ordre de déroulement des tournois a évolué depuis 2009 : Rome se dispute avant Madrid et Cincinnati avant Montréal/Toronto jusqu’en 2010, tandis que Tokyo (2009-2013)-Wuhan (2014-2019, 2024-)-Guadalajara (2022-2023) ont lieu avant Pékin jusqu’en 2023.
3. 1 2  Du fait de la pandémie de Covid-19, les tournois d’Indian Wells, de Miami, de Madrid, du Canada, de Wuhan et de Pékin sont annulés en 2020. Ces deux derniers le sont également en 2021. Pour des raisons d’organisation, le tournoi de Cincinnati 2020 a exceptionnellement lieu à Flushing Meadows à New York.
4. ↑  Le 1er décembre 2021, le président de la WTA, Steve Simon, annonce que tous les tournois prévus en Chine et à Hong Kong sont suspendus à partir de 2022, en raison de préoccupations concernant la sécurité et le bien-être de la joueuse de tennis chinoise Peng Shuai après ses allégations de relations sexuelles non-consenties avec Zhang Gaoli, membre de haut rang du Parti communiste chinois. Le tournoi de Pékin revient en 2023. Le tournoi de Guadalajara remplace celui de Wuhan pendant deux ans, ce dernier réapparaissant en 2024.

## Parcours aux Jeux olympiques

### En simple dames
| # | Date       | Nom de l'olympiade         | Surface             | Résultat        | Ultime adversaire | Score    |          |
| - | ---------- | -------------------------- | ------------------- | --------------- | ----------------- | -------- | -------- |
| 1 | 27/07/2024 | Olympic Tennis Event Paris | Terre battue (ext.) | 1er tour (1/32) | A.K. Schmiedlová  | 6-4, 6-2 | Parcours |

### En double dames
| # | Date       | Nom de l'olympiade         | Surface             | Résultat      | Partenaire     | Ultimes adversaires         | Score    |          |
| - | ---------- | -------------------------- | ------------------- | ------------- | -------------- | --------------------------- | -------- | -------- |
| 1 | 27/07/2024 | Olympic Tennis Event Paris | Terre battue (ext.) | 1/4 de finale | Heather Watson | Sara Errani Jasmine Paolini | 6-3, 6-1 | Parcours |

## Classements WTA en fin de saison
| Année          | 2013 | 2014 | 2015 | 2016 | 2017 | 2018 | 2019 | 2020 | 2021 | 2022 | 2023 | 2024 |
| Rang en simple | 775  | 411  | 889  | 360  | 199  | 100  | 351  | 365  | 148  | 124  | 58   | 24   |
| Rang en double | 997  | 479  | 1111 | –    | 718  | 469  | –    | –    | –    | –    | 1357 | 289  |

Source : (en) Classements de Katie Boulter sur le site officiel de la Fédération internationale de tennis

## Records et statistiques

### Victoire sur le top 10
| Légende            |
| ------------------ |
| Grand Chelem       |
| WTA 1000           |
| WTA 500            |
| Intern'l / WTA 250 |
| Fed Cup            |

| # | Rang   |  | Tournoi    | Année | Surface |  | Adversaire        | Rang | Tour | Score          | Tableau |
| - | ------ |  | ---------- | ----- | ------- |  | ----------------- | ---- | ---- | -------------- | ------- |
| 1 | no 127 |  | Eastbourne | 2022  | Gazon   |  | Karolína Plíšková | no 7 | 1/16 | 1-6, 6-4, 6-4  | Tableau |
| 2 | no 118 |  | Wimbledon  | 2022  | Gazon   |  | Karolína Plíšková | no 7 | 1/32 | 3-6, 7-64, 6-4 | Tableau |
| 3 | no 56  |  | United Cup | 2024  | Dur     |  | Jessica Pegula    | no 5 | RR   | 5-7, 6-4, 6-4  | Tableau |
| 4 | no 43  |  | Wimbledon  | 2025  | Gazon   |  | Paula Badosa      | no 9 | 1/64 | 6-2, 3-6, 6-4  | Tableau |